# Passage des Ménétriers
Le passage des Ménétriers est une voie du 3e arrondissement de Paris, en France.

## Situation et accès
Le passage des Ménétriers est une voie située dans le 3e arrondissement de Paris. Il débute rue Rambuteau et se termine rue Brantôme. Il appartient au quartier de l’Horloge.

## Origine du nom

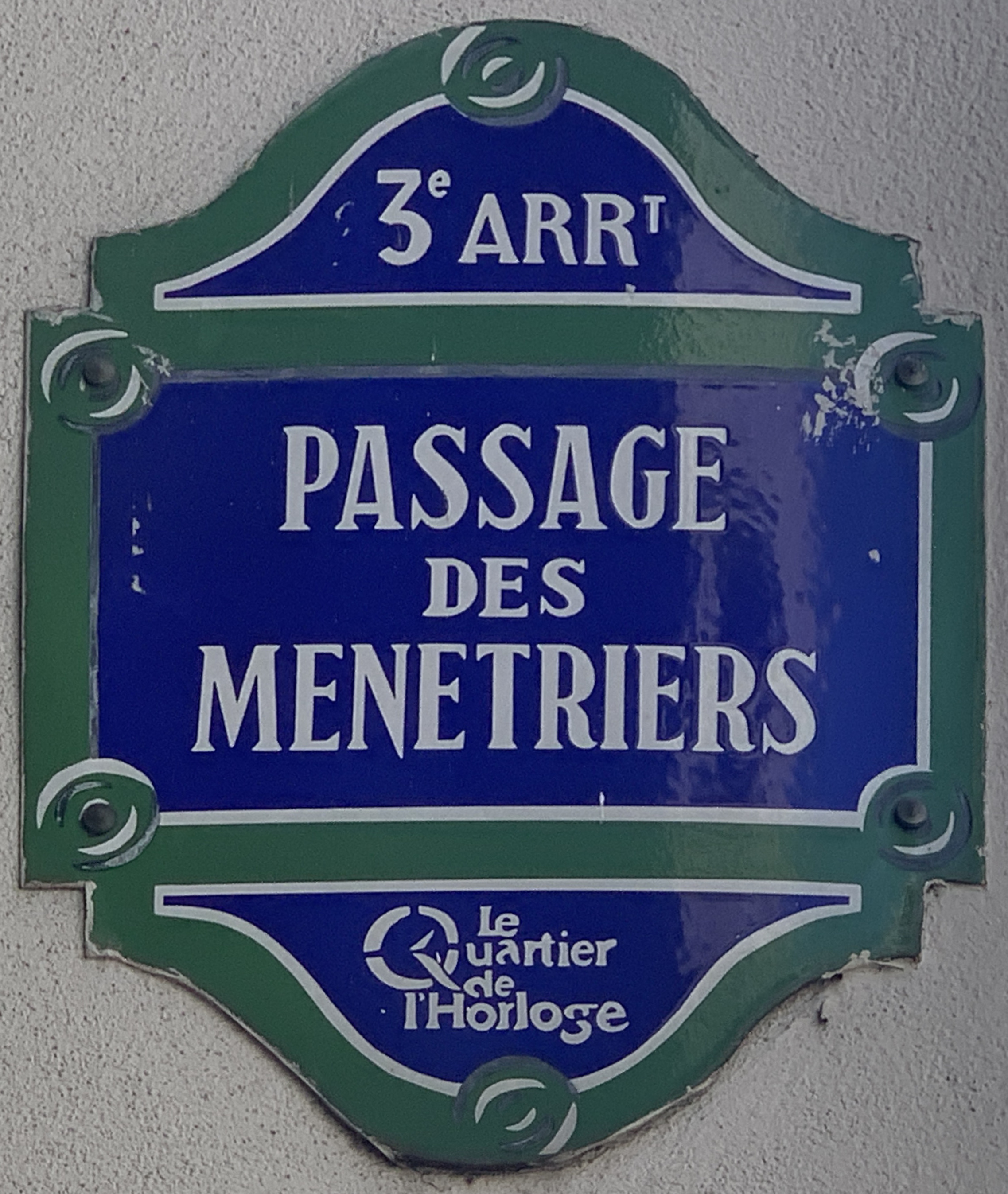
Plaque du passage.

## Historique
Il a été créé en 1979 et ouvert à la circulation publique par arrêté municipal du 27 mars 1981.